# Oreonetides rotundus
Oreonetides rotundus är en spindelart som först beskrevs av James Henry Emerton 1913.  Oreonetides rotundus ingår i släktet Oreonetides och familjen täckvävarspindlar. Inga underarter finns listade i Catalogue of Life.